# Marchéville-en-Woëvre
Marchéville-en-Woëvre é uma comuna francesa na região administrativa de Grande Leste, no departamento de Meuse. Estende-se por uma área de 5,63 km². Em 2010 a comuna tinha 69 habitantes (densidade: 12,3 hab./km²).